# Reinwardtoena browni
Reinwardtoena browni là một loài chim trong họ Columbidae.